# Rafael Godeiro
Rafael Godeiro este un oraș în Rio Grande do Norte (RN), Brazilia.